# Burgruine Windegg
Die Burgruine Windegg (auch: Windeck) ist die Ruine einer Höhenburg etwa 3 km nördlich von Schwertberg im Bezirk Perg im Mühlviertel in Oberösterreich. Die Burg wurde im 13. Jahrhundert errichtet und wechselte mehrmals den Besitzer. Im 16. Jahrhundert wurde die Burg mit der Herrschaft Schwertberg vereinigt und verfiel ab 1675 zur Ruine. Heute ist die Burg in Privatbesitz.

## Geschichte

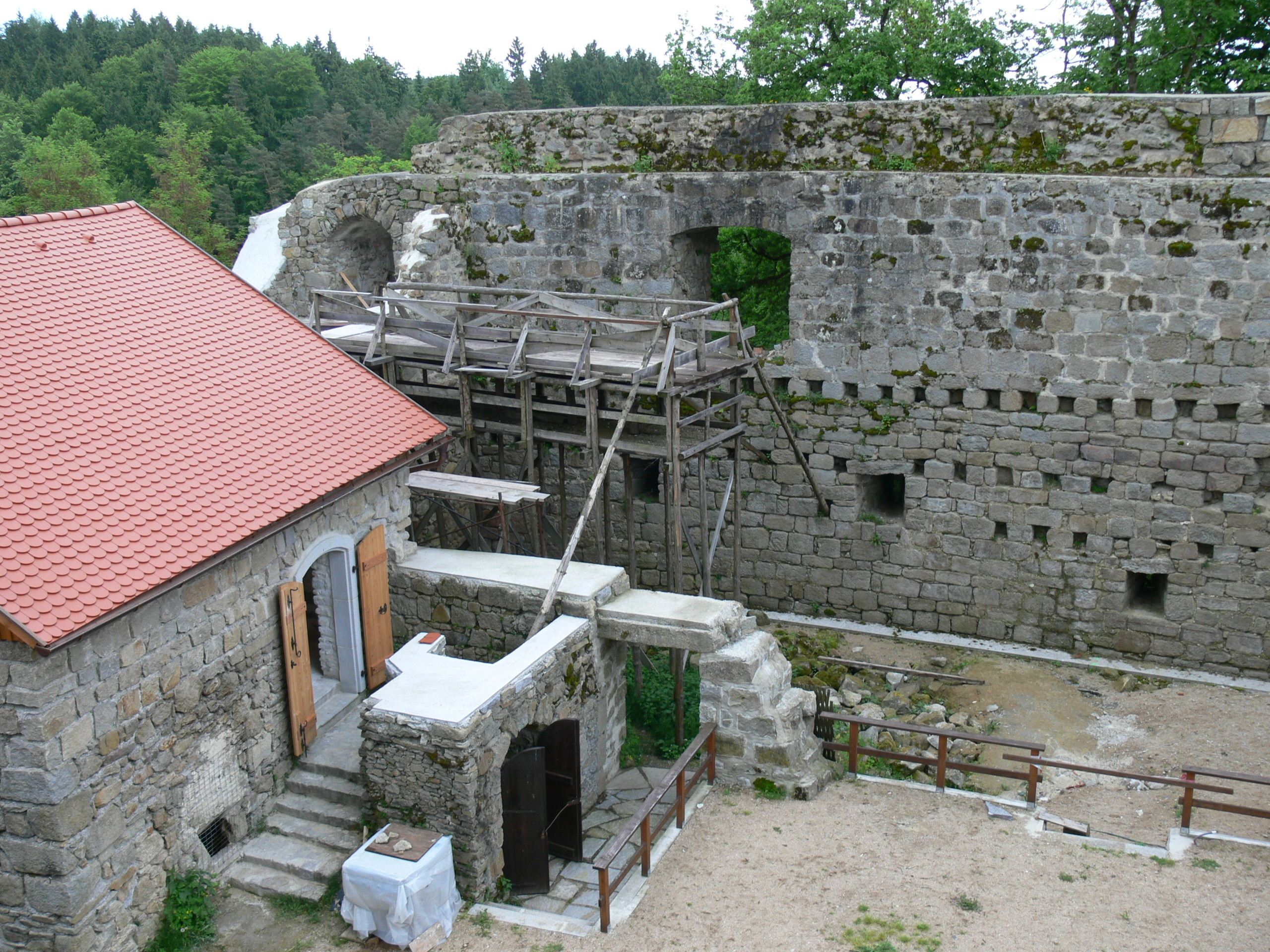
Innenhof

Als möglicher Erbauer um 1170/80 wird Otto IV. von Lengenbach vermutet. Die Lengenbacher waren Domvögte über die Besitzungen des Hochstifts Regensburg im Herzogtum Österreich (Regensburger Luß) mit Hauptsitz auf der Burg Neulengbach; sie besaßen unter anderem die Burg Spielberg und verfügten über ein Gefolge von bis zu 50 Rittern und Knappen.
Die erste urkundliche Erwähnung der Burg war 1208, als die Burg von dem Lengenbacher Ministerialen Dietricus de Windeke verwaltet wurde. Die Herkunft dieser Familie ist nicht bekannt, einige vermuten eine Abstammung von den Prandner aus Brand bei Naarn. Der letzte Lengenbacher fiel 1236 im Kampf gegen Herzog Friedrich II., der das erledigte Lehen einzog. Dessen Nachfolger Ottokar II. Přemysl vergab das gesamte Regensburger Eigentum an seine Anhänger Albero V. und Heinrich II. von Kuenring, die auch das Schloss Schwertberg erbauten. Die Herren von Windegg blieben jedoch als Ministerialen auf der Burg, als letzter wird 1270 Herword von Windegg als ihr Vasall erwähnt. Danach ging die Burghut vorübergehend an die Ritter von Öder über, die zum Kuenringer Gefolge zählten.
Um 1300 Albero von Kuenring der Burgherr. Leuthold III. von Kuenring verkaufte 1354 die Herrschaft an Ulrich und Eberhard von Kapellen. Die Herren von Walsee beanspruchten Teile der Herrschaft und konnten die Kapeller zu einem Verzicht bewegen. So erhielten 1410 die Wallseer die Burg. Nach dem Tode Reinprechts von Wallsee (1422) ging die Burg an seine Söhne Wolfgang und Reinprecht. Nach dem Tod Wolfgangs im Jahr 1483 erbte seine Tochter Barbara die Burg. Sie war mit dem Grafen Siegmund von Schaunburg verheiratet und so kam die Burg in deren Familienbesitz. Sein Nachfolger war Eustach von Scherffenberg.
1557 kaufte Christoph von Tschernembl die Burg von Eustach von Scherffenberg. Da sein Sohn Hanns von Tschernembl auch das Schloss Schwertberg kaufte, wurden diese Herrschaften vereinigt. 1594 zählte die Burg zu den Fluchtburgen für die Bevölkerung im Zuge der Türkengefahr. 1605 kaufte Georg Erasmus von Tschernembl um 1500 Gulden die Burg den Regensburger Eigentümern ab und übernahm sie als freies Eigen. Im Zuge der Gegenreformation musste der protestantische Georg 1620 flüchten und die Burg übernahm der kaiserliche Oberhofmeister Graf Leonhard Helfried von Meggau, der zahlreiche Besitztümer enteigneter Protestanten im unteren Mühlviertel erwarb. Seine Tochter heiratete 1644 den Grafen Heinrich Wilhelm von Starhemberg. 1675 erbte Graf Heinrich Lobgott Kuefstein die Burg. In dieser Zeit begann der Verfall der Burg, da sie bald nur mehr als Speicher genutzt wurde. 1724 kam die Burg durch Heirat in die Familie Thürheim und blieb bis 1899 im Familienbesitz. Ab 1899 dann besaß Baronin Therese von Schwitter das Schloss. 1911 kaufte Graf Alexander Hoyos das Schloss, noch heute befindet sich das Schloss im Besitz der Familie. Seit 1980 wird die Ruine von einem lokalen Burgenverein renoviert.

## Beschreibung

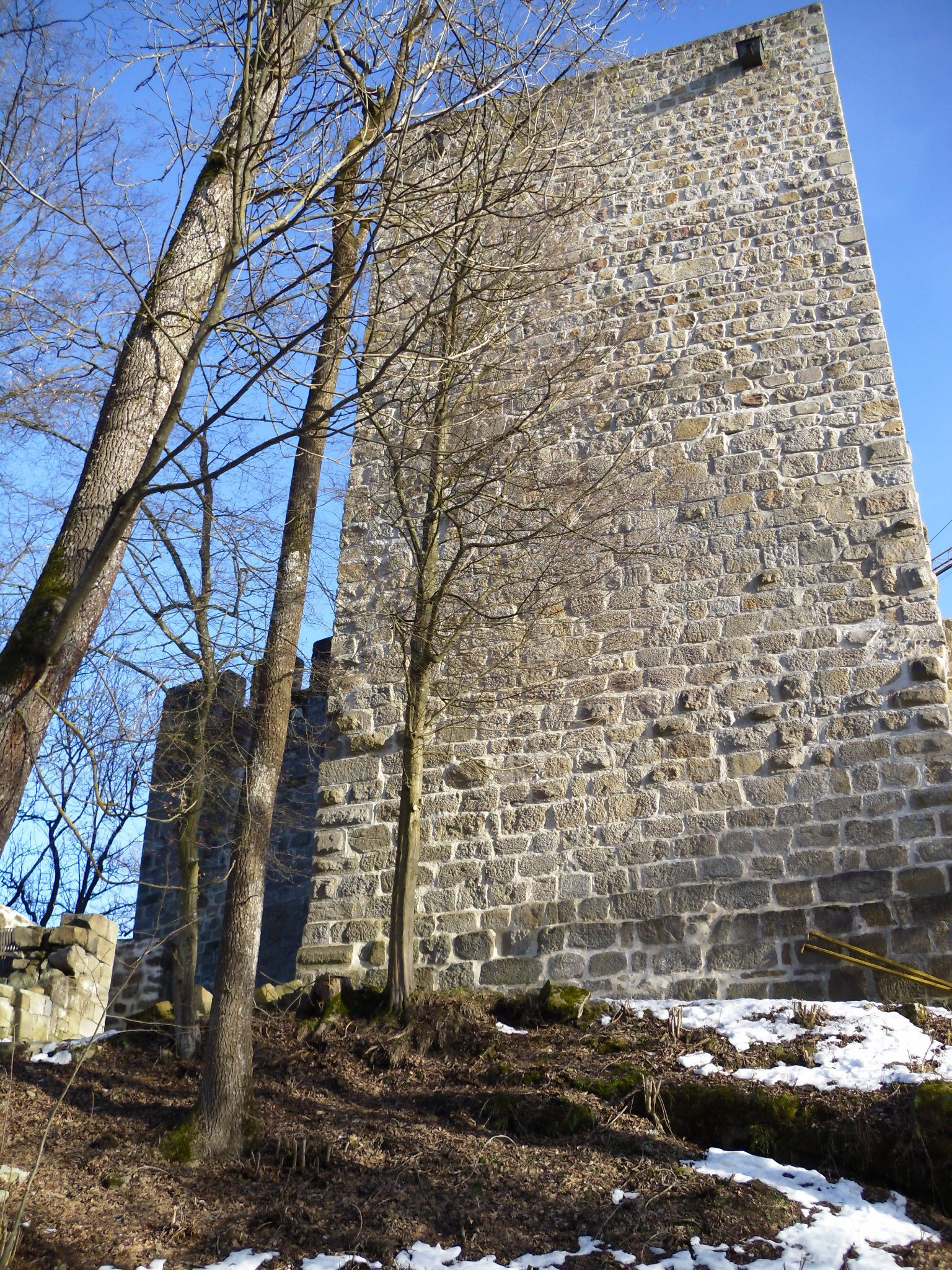
Bergfried

Die Burg liegt auf einem 315 m ü. A. hohen Felssporn, der aus dem Tal des Windeggerbaches emporragt. Die Hauptburg hat eine Fläche von rund 1042 Quadratmetern, die Vorburg ist 3518 Quadratmeter groß. Die Burg ist ein Bau im Stil romanischen Buckelquadermauerwerks, eine seltene Bauart in Oberösterreich. Der 25 Meter hohe Bergfried ist 10 × 10 Meter groß und hat eine Mauerstärke von 2,20 bis 2,50 Meter. Im ersten Obergeschoß der Hoffront befindet sich der im Original erhaltene Hocheingang, der allerdings erneut vom Einsturz bedroht ist, nachdem er bereits 1980 gerettet wurde. Die Ostseite und die Ringmauer mit dem Burgtor wurden seit 1980 wieder instand gesetzt. Die Mauer ist 8 Meter hoch und bis zu 2 Meter dick.
Vom Palas sind nur noch die Ursprungsmauern erhalten. Der Palas selbst stammt noch aus der Gründungszeit und zeigt Schlitzfenster. Von den anderen Wohnbauten sind nur noch wenige Reste vorhanden, ebenso von der vorgelagerten Burgkapelle, die einst den Zugang zum Burgtor absichern half.
Seit Gründung des Arbeitskreises Windegg im Jahr 1980 wird die Burgruine Windegg kontinuierlich von Freiwilligen wieder aufgebaut. Inzwischen sind sowohl Bergfried als auch Palas weitgehend wieder hergestellt. Die Burgruine dient als Veranstaltungsort, im Bergfried finden seit Fertigstellung zudem jährlich Kunstausstellungen in der „Galerie im Turm“ statt.
Unterhalb der Burgruine befindet sich neben dem Windeggerbach das Kulturhaus Lichtenwagner.